# 大牧トンネル (富山県)
大牧トンネル（おおまきトンネル）は、富山県南砺市利賀村新山を通る、国道156号のトンネルである。

## 概要
庄川峡の左岸に位置する、全長1,365 m（メートル）のトンネル。命名は対岸の地名である大牧からとられた。
かつては庄川渓谷の急崖を屈曲する砂利道を利用せざるを得ず、待避所も無く路肩が崩れやすくて危険極まり無かったが、1967年（昭和42年）から実施された国道156号改良事業の一環として同トンネルが建設され、1976年（昭和51年）4月18日に貫通し、1977年（昭和52年）8月13日に完成した。これにより通行の安全と時間の短縮が実現した。同時に平村営バスが小牧ダムまで運行出来るようになるなど、五箇山住民の生活に大きな影響を及ぼした。